# Lochlainn O'Raifeartaigh
Lochlainn O'Raifeartaigh (11 de março de 1933 — 18 de novembro de 2000) foi um físico irlandês na área de física teórica de partículas. Ele é mais conhecido pelo Teorema de O'Raifeartaigh, um resultado na teoria da unificação, e pelo Modelo de O'Raifeartaigh de quebra de supersimetria.
O'Raifeartaigh nasceu em Clontarf, Dublin, em 1933, e estudou na St. Joseph's C.B.S. em Fairview e no Castleknock College. A maior parte de sua carreira científica foi centrada nessa cidade, onde obteve seus primeiros diplomas na University College Dublin (bacharelado em 1953 e mestrado em Física Matemática em 1956) e atuou como Professor Sênior no Instituto de Estudos Avançados de Dublin de 1968 até sua morte. Ele obteve seu doutorado na Universidade de Zurique em 1960, sob a orientação de Walter Heitler.
O'Raifeartaigh também visitou muitas instituições, notadamente Madras, IHES Bures e o Instituto de Estudos Avançados em Princeton, Nova Jersey. Contudo, foi durante uma estadia prolongada na Universidade de Syracuse (1964–1968) que ele fez a descoberta que consolidou sua reputação. Este resultado, conhecido como o teorema de não-go de O'Raifeartaigh, demonstrou que era impossível combinar simetrias internas e relativísticas de forma não trivial, encerrando assim uma busca amplamente difundida pela comunidade de física de partículas para alcançar essa fusão. O teorema de O'Raifeartaigh foi posteriormente generalizado para um resultado conhecido como o teorema de Coleman-Mandula.